# 龍門裡正角日軍上陸紀念碑
龍門裡正角日軍上陸紀念碑，位於台灣澎湖縣湖西鄉龍門村，為紀念乙未戰爭日軍登陸澎湖裡正角處的紀念碑，設置於1924年，2000年1月28日登錄為澎湖縣縣定古蹟。

## 歷史
1895年（光緒21年），歸因清廷與日本帝國在馬關條約談判陷入僵局，日軍便搶先發動澎湖之役，企圖攻佔澎湖，增加談判籌碼。同年3月23日由伊东祐亨率領艦隊掩護「混成枝隊」步兵及海軍陸戰隊日軍，從澎湖本島東側裡正角海岸（湖西鄉龍門村）上陸，隨即向太武山推進，為了減輕損傷，決定派海軍陸戰隊由林投登陸夾擊清軍。
1924年（大正13年）3月23日，時任馬公要港部司令官谷口尚真少將曾倡議建碑來紀念日軍登陸澎湖滿29週年，得到澎湖郡守竹下康之及地方人士響應，捐募日幣一千餘元後，選在日軍登陸的海邊高地興建第一座日軍登陸臺灣的紀念碑。
1941年（昭和16年）6月14日，臺灣總督府將其以「比志島混成枝隊良文港上陸地」的名義，公告為臺灣史蹟名勝天然紀念物史蹟。

## 碑身設計
當前原始格局因遭到嚴重破壞，已很難確實的描述，紀念碑的基地周圍有硓石砌圍牆，牆面以灰泥粉刷石碑矗立在基地正中央，連同基座總高度約5公尺左右。基座下端有玄武岩質的底座，當前三段原碑的主體部分僅存碑體部分，立在基地東北側圍牆的水泥底座上，正面刻著鮮紅色的「臺灣光復紀念碑」7個大字，背面則有「中華民國三十四年十月廿五日」的落款。

## 引用資料
1. ↑  .   [2021-06-30]. （原始内容存档于2021-02-26）.
2. ↑  許毓良. . 臺灣大百科全書. 2009-09-24  [2021-07-07]. （原始内容存档于2021-10-24） （中文（臺灣））.
3. ↑  日本參謀本部 原著；許佩賢 譯. 《攻臺戰紀：日清戰史 臺灣篇·第一章 佔領澎湖島》（《明治廿七八年日清戰史》第八編35章翻譯）. 遠流. 1995-12-15: 70－100、410、411頁.
4. 1 2  林會承. . 台北市: 遠流. 2011. ISBN 978-957-32-6765-2 （中文（臺灣））.
5. 1 2  吳永華. . 台中市: 晨星. 2005. ISBN 957-583-860-2 （中文（臺灣））.
6. ↑  澎湖縣配合「走讀臺灣」網站編撰鄉土教材. 九十五年, 望安鄉與湖西鄉篇. 作者, 張詠婕;許玉河. 出版日期, 2006. ISBN, 986-00-7445-3

## 外部連結
- 龍門裡正角日軍上陸紀念碑 - 澎湖知識服務平台 （页面存档备份，存于）
- 林投日軍上陸紀念碑-數位典藏與學習聯合目錄 （页面存档备份，存于）